# Todessymbolik

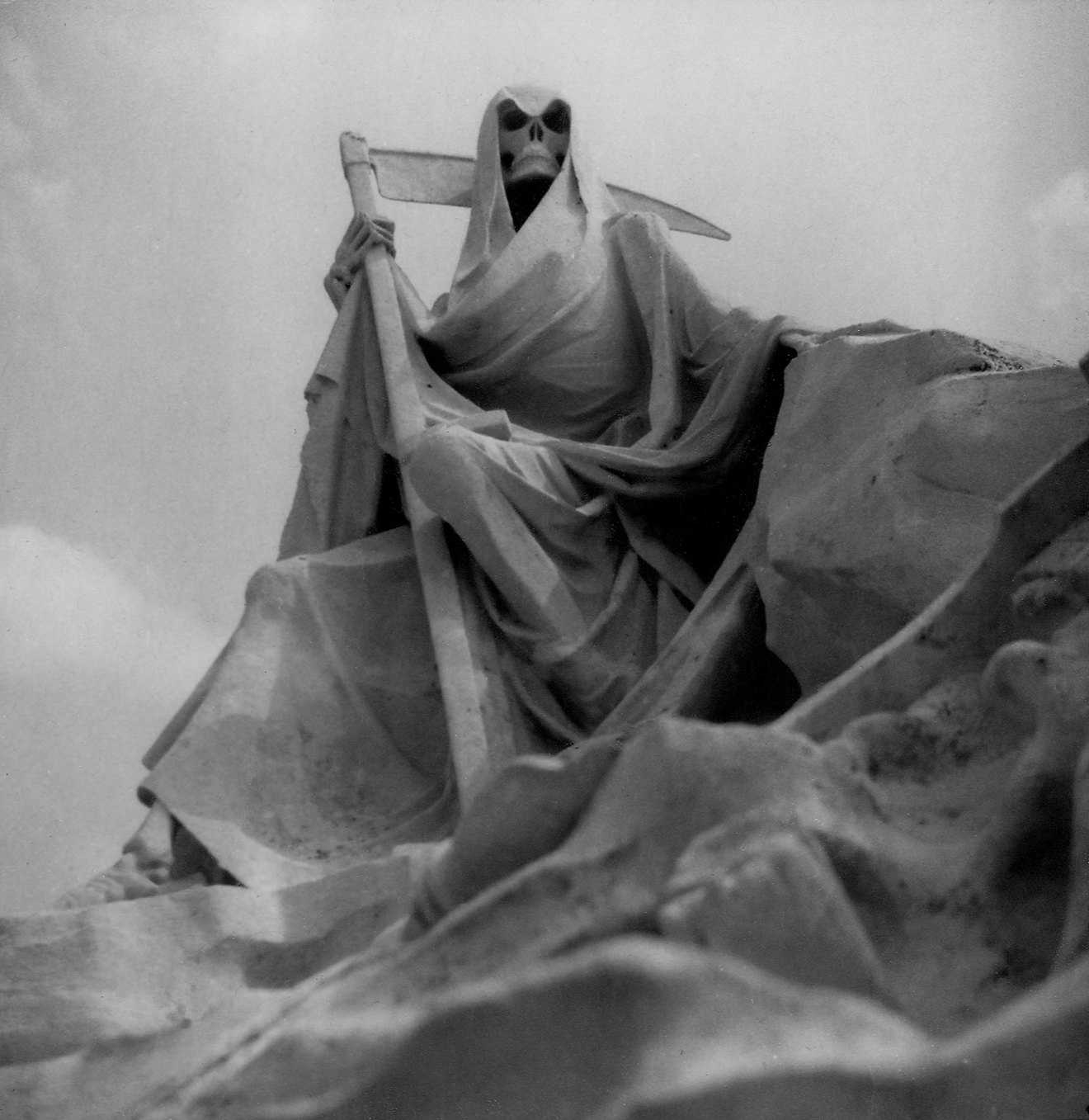
Die finstere Personifizierung des Todes als Skelett mit Umhang und Sense findet sich auch heute noch vielerorts: Statue auf dem Friedhof de la charteuse in Bordeaux

Als Todessymbolik wird ein System oder Repertoire der symbolischen, häufig allegorischen Darstellung des Todes bezeichnet. Die hierzu verwendeten Zeichen und Bilder stehen in einem engen Zusammenhang mit ihren jeweiligen Kulturen und Epochen. Ein bekanntes Beispiel für eine symbolische und allegorische Darstellung des Todes ist der Sensenmann. Im weiteren Sinn gehören zur Todessymbolik auch alle Symbole, deren Bedeutungen auf den Tod verweisen, zum Beispiel das Kreuz oder die Sanduhr. Todessymbolik findet man in fast allen Bereichen der Kultur und Zivilisation, vor allem in den Bereichen Mythologie, Religion und Mystik, der Bildenden und Darstellenden Kunst, der Architektur, Literatur und Dichtung, aber auch in der Theologie, Psychologie und Philosophie. Die vielfältigen kulturellen Formen, in denen der Mensch unter Verwendung von Todessymbolen die Vorgänge des Bestattens und Trauerns zum Ausdruck bringt, wird als Sepulkralkultur bezeichnet.

## Deutungen der Todessymbolik
Grundsätzlich kann man Todessymbole nach ihren Bedeutungen in zwei entgegengesetzte Kategorien aufteilen, eine Kategorie todesbejahender, hoffnungsvoller, geborgenheitsspendender, befreiender Symbole und eine andere todesverneinender, hoffnungsloser, angsterfüllender und begrenzender Symbole. Im Speziellen verweisen Todessymbole je nach Kultur und Gebrauch auf verschiedene Bedeutungen. Typische Bedeutungen sind etwa der persönliche Tod (Sensenmann), die dauerhafte Präsenz der Vergänglichkeit im Leben (Memento mori), der kulturelle Umgang mit Todesfällen (Trauerfarbe Schwarz), Reifephasen im Leben, also «kleine Tode» während des Lebens (z. B. die Taufe mit dem Untertauchen ins Wasser als Symbol des Sterbens und dem Auftauchen aus dem Wasser als Symbol der Wiederauferstehung), die Verbindung zu einer geistigen Welt (z. B. bei den Māori der Schädel als Symbol einer Verbindung zu den Ahnen) oder die Lebensgefahr (z. B. bei der Piratenflagge, als Warnung vor giftigen Stoffen oder vor Hochspannung).

Jolly Roger: Piratenflagge als – leicht hämische – Warnung vor dem nahenden Tode
Der Schädel mit gekreuzten Knochen ist das traditionelle Piktogramm für tödliches Gift.

Auch wenn gewisse urtümliche Symbole wie Totenschädel der ganzen Menschheit gemeinsam sind, so haben sich doch im Lauf der Zeit verschiedene Interpretationen entwickelt. So ist z. B. Weiß in Europa die Farbe der Unschuld und des Brautkleides, im asiatischen Raum aber die Farbe der Trauer um einen Toten, während in Europa die Toten in Schwarz betrauert werden. Diese Unterschiede verweisen offenbar darauf, dass der Tod in den Weltgegenden traditionell mit verschiedenen Bedeutungen verbunden wird: In Asien geht man durch den Tod demnach ins Licht, in Europa in die Dunkelheit.

## Todessymbolik in verschiedenen kulturellen Ausprägungen

### Altes Ägypten

Osiris, Herrscher über die Toten. Seine grüne Hautfarbe symbolisiert Wiedergeburt. Die Illustration basiert auf Grabbemalungen aus der Epoche des Neuen Reichs im Alten Ägypten, ca. 1550 v. Chr. bis 1070 v. Chr.

Osiris, der ägyptische Gott und Herrscher über die Toten, wurde als Mensch in einem meist weißen langen Anzug mit rotem Gürtel, zumeist mit grüner Hautfarbe, Atef-Krone aus Pflanzenstängeln und Straußenfedern dargestellt. Durch seine spätere Rolle als Herrscher des Jenseits wird er auch mit den Königsinsignien, Krummstab (Symbol des guten Hirten) und Dreschflegel (Symbol der Fruchtbarkeit) abgebildet.

### Europa
Die Farbe Schwarz als Farbe des Todes und der Trauer oder der Schädel beziehungsweise das Skelett gelten in den westlichen Kulturen schon seit jeher als Todessymbole. In der Antike wird der Tod oft positiver, zum Beispiel nur als Zwischenzustand oder als Erlösung angesehen. Im Mittelalter erscheint der Tod als stets im Leben präsent, ähnlich auch im vergänglichkeitsbewussten Barock. Neues bürgerliches Denken (Aufklärung, Klassik) ändert diese Gewichtung zugunsten des Lebens. In der Romantik kann der Tod die Öffnung ins Unendliche sein. Vom 19. Jahrhundert an bis heute wird er dagegen vorwiegend als absolutes Ende und absurde Sinnzerstörung erfahren.

#### Antike

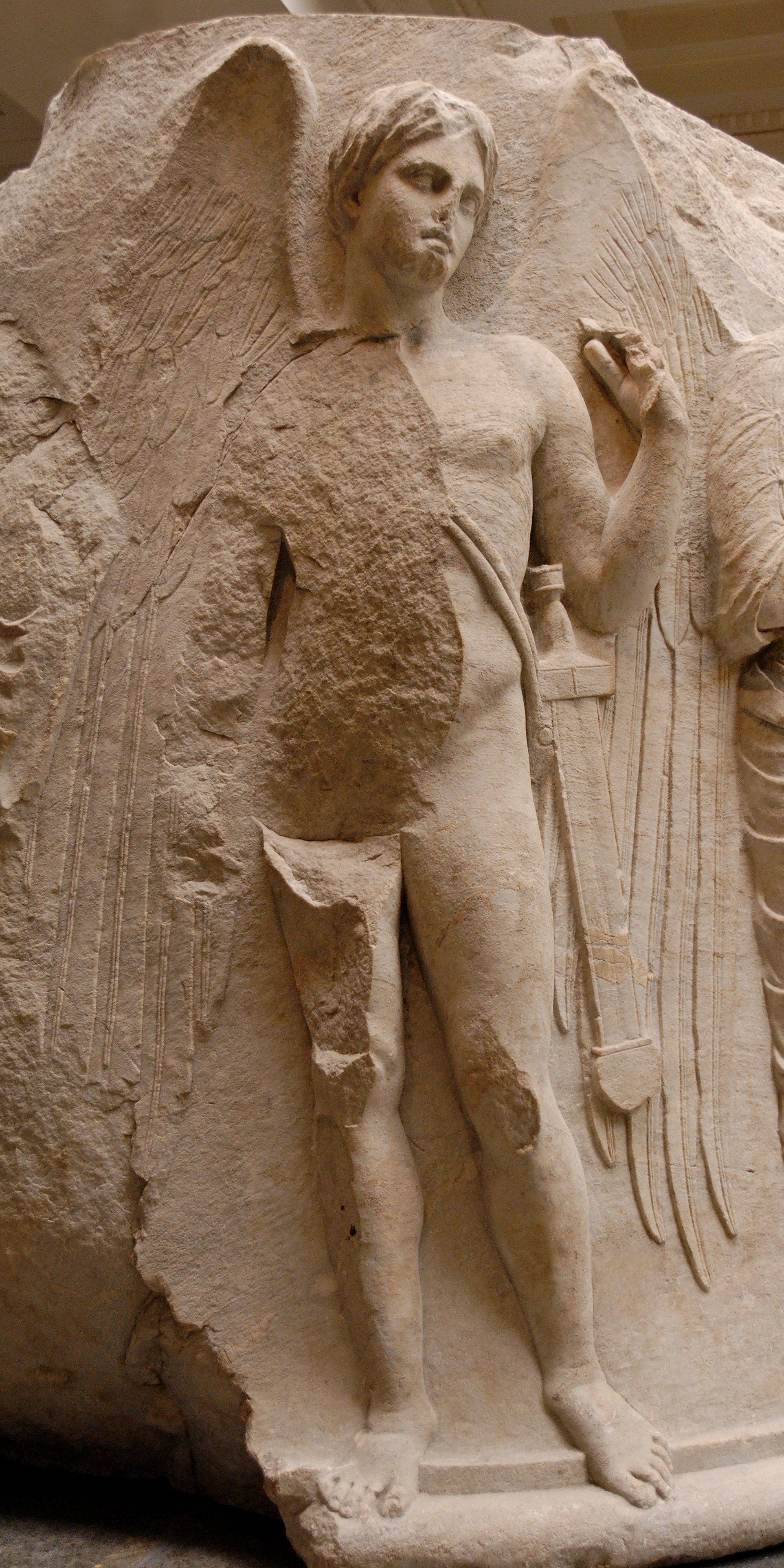
Geflügelter Jüngling mit Schwert, wahrscheinlich Thanatos, als Personifizierung des Todes. Detail einer gemeißelten Marmorsäule der Artemis des Ephesos-Tempels, ca. 325–300 v. Chr.

Thanatos, der Bruder des Hypnos, ist in der griechischen Mythologie der Bruder des Schlafs und die personifizierte Form des Todes. Er wird oft mit schwarzen Flügeln und einem finsteren Blick dargestellt und schneidet den Sterbenden mit einem Opfermesser eine Locke ab. Später erscheint er oft als ewig Schlafender, meist ein schöner, geflügelter Jüngling oder Knabe, der eine noch gesenkte lodernde oder bereits verlöschte Fackel in der Hand hält.
Lethe ist einer der Flüsse in der Unterwelt der griechischen Mythologie. Der Name stammt aus der altgriechischen Sprache und bedeutet wörtlich „Vergesslichkeit“ oder „Verborgenheit“. Das griechische Wort für „Wahrheit“ ist aletheia, was wörtlich übersetzt so viel wie „Unvergesslichkeit“ oder „Unverborgenheit“ bedeutet: Man glaubte, dass derjenige, der Wasser aus dem Lethe trinkt, seine Erinnerungen vergisst. Einige glaubten darüber hinaus auch, dass die Seelen aus dem Fluss trinken mussten, bevor sie wiedergeboren wurden, so dass sie sich an ihre vorherigen Leben nicht erinnern hätten können. Der Jüngling im lilienweißen Gewand wartet auf den Betroffenen am Wegrand mit dem Trank des Vergessens, den dieser entgegennimmt, leert und dabei stirbt.
Morta war der personifizierte Tod in der römischen Mythologie. Als Symbol hält sie die Schere, mit der sie den Lebensfaden durchtrennt.

#### Mittelalter und Frühe Neuzeit

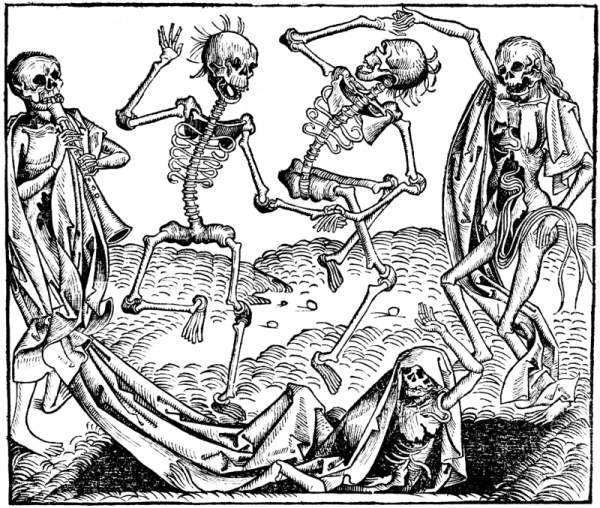
Tanz der Gerippe von Michael Wolgemuth aus Nürnberg ist eine frühe, aus dem Jahr 1493 datierende, noch erhaltene Abbildung des Totentanz-Themas

Der Totentanz ist ein Motiv in der bildenden Kunst, das den Tod allegorisch in Form eines Skelettes zeigte, tanzend mit einem oder mehreren Lebenden. Das Sujet beruht auf dem Volksglauben, wonach die Verstorbenen um Mitternacht aus ihren Gräbern kommen und tanzen. Dabei sollen die Toten gegenüber den Lebenden geäußert haben: „Was ihr seid, das waren wir; was wir sind, das werdet ihr!“ Um 1360 entstand in Würzburg die erste deutschsprachige und 1375 die erste französische Ausgabe des sogenannten Danse macabre. Besonders bekannt sind die Werke La danse macabre (Paris 1491/92) von Guy Marchant und Der Totentanz Hans Holbeins des Jüngeren, eine um 1525 entstandene Sammlung von Holzschnitten, die 1538 in Lyon in Buchform erschien.

#### Barockzeit

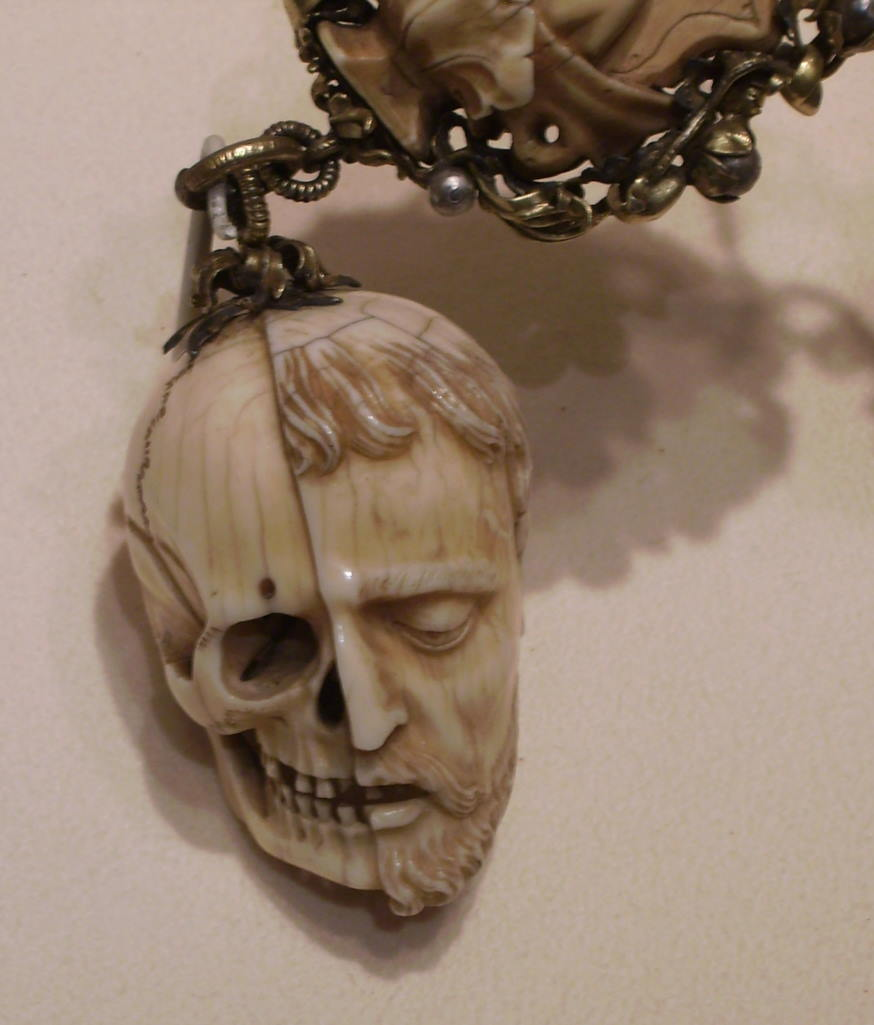
Memento Mori an einem Rosenkranz aus dem frühen 16. Jahrhundert

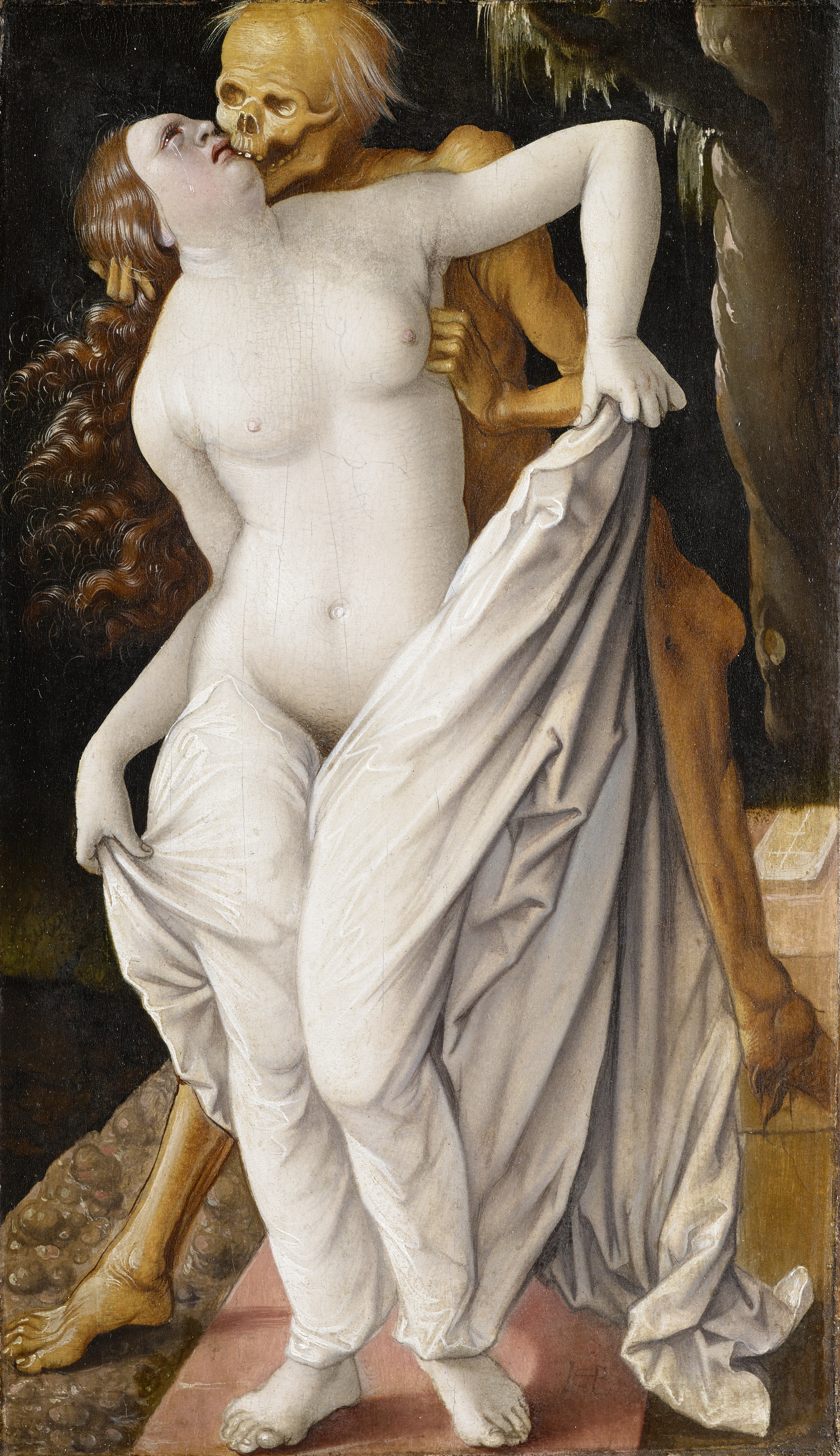
Tod und Frau von Hans Baldung zeigt das ältere Motiv Totentanz mit einem neuen, für die Renaissance typischen, erotischen Subtext

Memento mori ist lateinisch und bedeutet „Gedenke des Todes“. Der Ausdruck bezeichnet Motive der bildenden Kunst, die ähnlich den Vanitas-Darstellungen an die Vergänglichkeit des Menschen und den leeren Schein alles Irdischen erinnern. Versteckte Memento-mori-Botschaften sind besonders häufig auf Stillleben des 17. und 18. Jahrhunderts zu finden. Bekannte Beispiele des Memento-mori-Konzepts sind die aus Elfenbein geschnitzten, vollplastischen Wendeköpfe: Während eine Seite ein menschliches Antlitz zeigt, ist die andere als Totenschädel gestaltet oder die eine Seite als schöne Frau und die andere als Greisin. Weitere Motive sind der Totenkopf, der Sarg sowie der Totentanz. Als Memento mori gilt weiters die Darstellung eines schlafenden Knaben, dessen Haupt auf einem Totenschädel ruht oder die Figuren kleiner Knaben, die mit einem Röhrchen Seifenblasen (als Vergänglichkeitssymbol) formen, Symbole wie Faulstellen an Früchten, herabgebrannte Kerzen, leere Schneckenhäuser oder Muscheln, aufgeklappte Sonnenuhren und Stundengläser. Bei Landschaftsdarstellungen signalisieren Trauerweiden, Grabhügel mit Kreuzen, Obeliske, umgestürzte Säulen und Ruinen das Memento-mori-Thema.

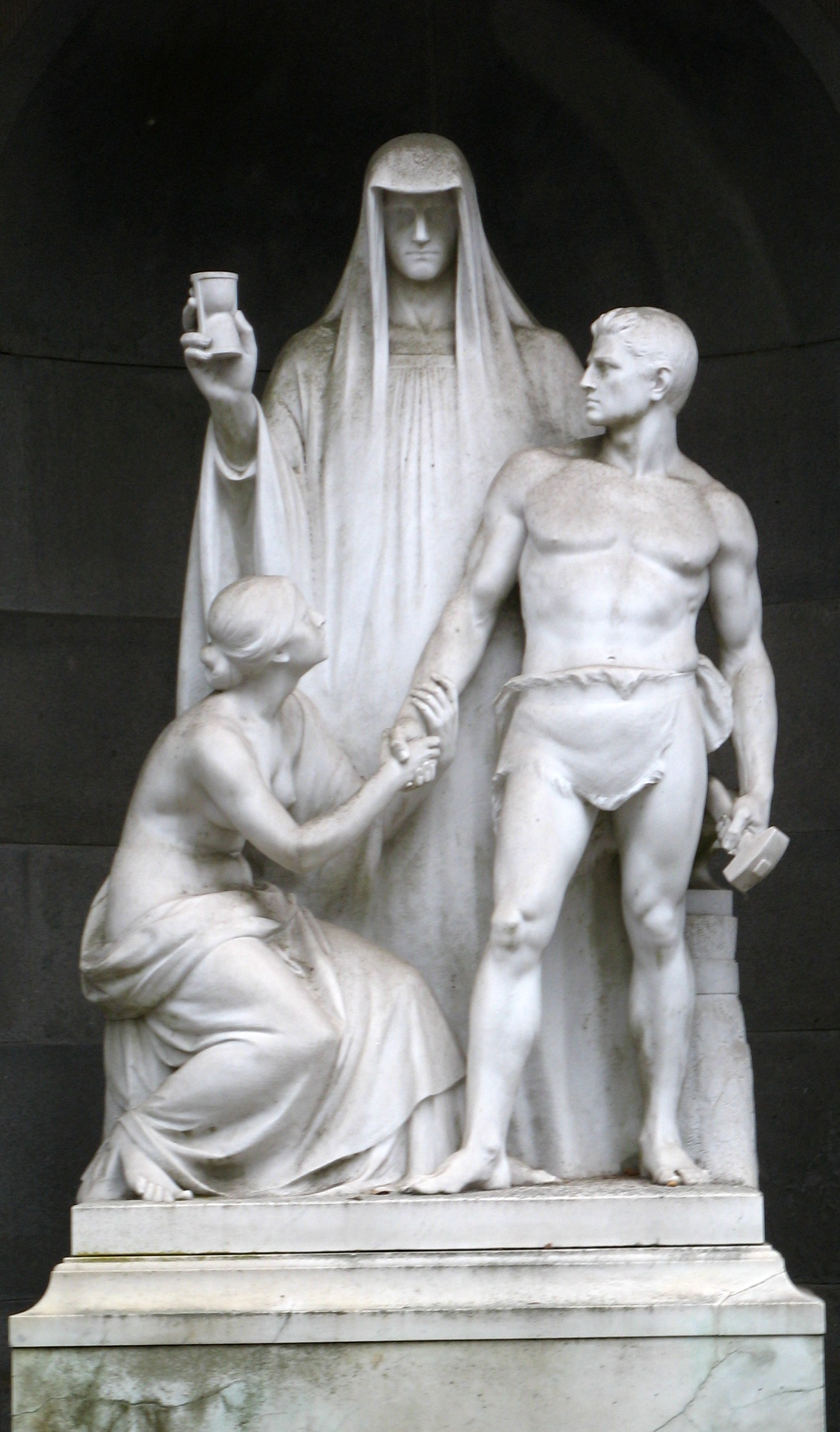
Allegorische Darstellung des Todes als junger Mann mit einem Stundenglas – Grabmal auf dem Nordfriedhof Wiesbaden

Vanitas ist lateinisch und bedeutet so viel wie „leerer Schein“ oder „Eitelkeit“. Vanitas-Sinnbilder sind – genau wie Memento-mori-Motive – symbolhafte Darstellungen der Vergänglichkeit und des Todes als Mahnung vor Sinneslust, Eitelkeit und dem Streben nach vergänglichen irdischen Gütern. Typisch für die Vanitas-Motivik ist die für das Barockzeitalter kennzeichnende Verbindung von vollem, sattem Leben mit dem Tod oder Todesboten. Oft ist die Todessymbolik ganz sublim im Bild eingearbeitet, so dass sie sich nur dem wissenden Betrachter erschließt. In anderen Bildern jedoch ist sie auch ganz plakativ und offenkundlich dargestellt.
Bekannte Vanitas-Sinnbilder sind unter anderem die Darstellung dreier Lebender und dreier Toter (vgl. Totentanz) und Doppelfiguren mit einer jungen Frau auf der Vorder- und einer alten Frau oder einem Totengerippe auf der Rückseite. Ein anderes verbreitetes Vanitas-Motiv ist der mit einem Röhrchen Seifenblasen formende kleine Knabe. Über Sinnbildern von Reichtum und Macht schwebende Seifenblasen sollen an die Nichtigkeit und Kurzlebigkeit irdischer Güter erinnern.
Besonders häufig finden sich versteckte Vanitas-Botschaften in Stillleben. Dazu gehören Symbole wie umgestürzte Säulen, Ruinen ehemals prachtvoller Bauten, Urnen, das Baumgerippe, schwangere Frauen mit Totenschädel wie auch Schädel im Allgemeinen, flackernde oder erlöschende Kerzen, Ungeziefer (z. B. Käfer, Würmer) oder auch verfaulendes Essen (z. B. Obst), häufig jeweils eingebettet in verschleierndes, unheilvolles Dunkel.

### Asien
Die Zahl 4 (四：Sì) steht in Japan und China für den Tod, da die Wörter Homophone sind. Deswegen wird sie oft vermieden, das betrifft vierteilige Dinge wie auch Räume in Krankenhäusern oder Hotels. Wegen der häufigen Homophone betrifft dieser Aberglaube auch weitere Zahlenkombinationen (24, 42, 420).
Die Essstäbchen in den Reis stecken ist ein Fauxpas bei Tisch; es erinnert an Beerdigungsbräuche, bei denen Räucherstäbchen in Reis gesteckt werden.
Die Farbe Weiß spielt grundsätzlich die Rolle, die im Westen der Farbe Schwarz als Trauer- und Todesfarbe zugeordnet wird. Weiße Blumen schenkt man beispielsweise nur an Beerdigungen.

### Mittel- und Südamerika
Schädel, Skelette, calaveras de dulce („süße Schädel“) und das Pan de muerto („Totenbrot“) sind mexikanische Todessymbole, die man am Día de los Muertos, dem Tag der Toten, überall in Mexiko findet, während man zu Ehren der Toten bei Picknicks auf Gräbern feiert. Der Tod ist hier ins Leben integriert und verliert dabei seine beängstigende Wirkung.

### Australien
Bei den australischen Ureinwohnern, den Aborigines, fällt auf, dass oft Todessymbole gleichzeitig mit Geburtssymbolen einhergehen. So zum Beispiel bei der liminalen Phase des Mukandarituals die Symbole Hütten und Tunnel (Gräber und Bäuche), Mond (wächst und schmilzt), Schlange (häutet sich) und Nacktheit (nackt bei der Geburt und beim Tod). Lebenslange kulturelle Rituale, die die Aborigines auf das Ende des Erdenlebens vorbereiten, lassen den Tod als etwas natürliches und nicht zu fürchtendes erscheinen – als eine Rückführung in die Traumwelt, von der aus der Mensch und alle übrigen Lebensformen der Schöpfung erschaffen wurden.
Der Fledermausmann ist ein weiteres Todessymbol der Aborigines.
Der Zeigeknochen gehört bei den Aboriginals zu einem Todesritual. Mit dem sogenannten bone pointing – frei übersetzt „Totsingen“ – werden einzelne Stammesangehörige bestraft, die ein schweres Vergehen begangen haben. Dabei wird der Knochen auf das Opfer gerichtet oder damit auf den Ort gezeigt, an dem sich das Opfer oft aufhält, während die Männer Lieder singen. Wenn der Knochen nach dem Singen vergraben oder verbrannt wird, soll der Tod unmittelbar eintreten.
Der Mond spielt bei den Aboriginals eine wichtige Rolle als Todessymbol, da er der Überlieferung nach ein Ahnenwesen ist, das an der Schaffung des Todes mitwirkte.
Bralgu oder Bralku nennen die Aboriginals die Heimat der djanggawul „Wesen“, das „Land der Toten“. Es stellt eine von zwei möglichen Orten dar, die der Geist eines Verstorbenen aufsuchen kann. Die andere Möglichkeit besteht darin, dass der Geist den Pfad zurück auf die Erde sucht. Dann kehrt er zu seinem Totem zurück, einem spirituellen Ort, wie zum Beispiel einem Wasserloch.

## Todessymbolik in der Literatur
Allegorisch wird die Personifizierung des Todes oft auch als Sensenmann, Schnitter, Gevatter Tod, Hein Klapperbein, Schlafes Bruder, Herr des Rades, Meister der Brücke, Boandlkramer und Freund Hein bezeichnet. Eine weitere literarische Darstellung findet er unter anderem in dem Volkslied Es ist ein Schnitter, in Grimms Märchen Der Gevatter Tod oder als „Boandlkramer“ im Brandner Kaspar.

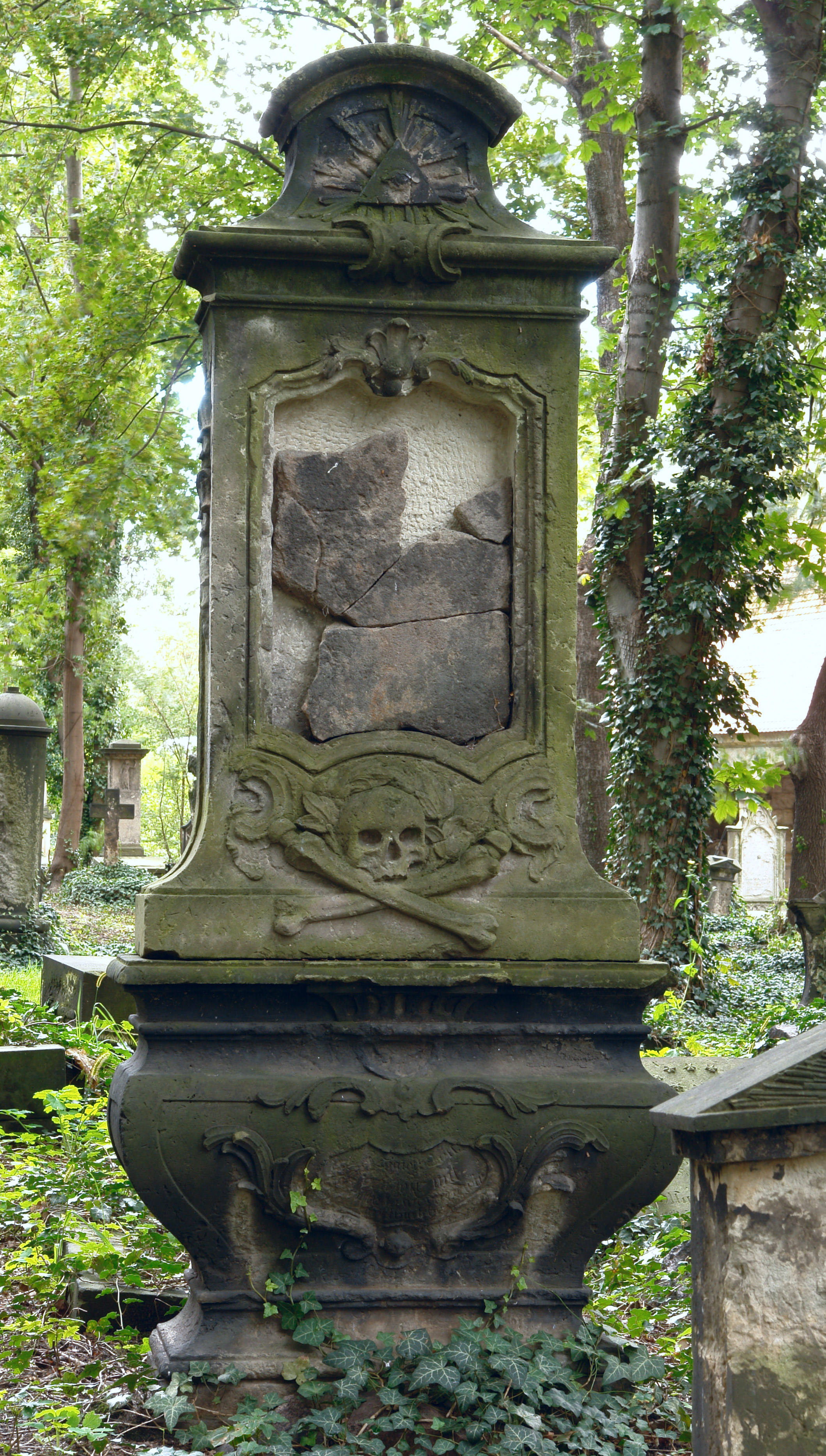
Grab mit Totenschädel und Knochen
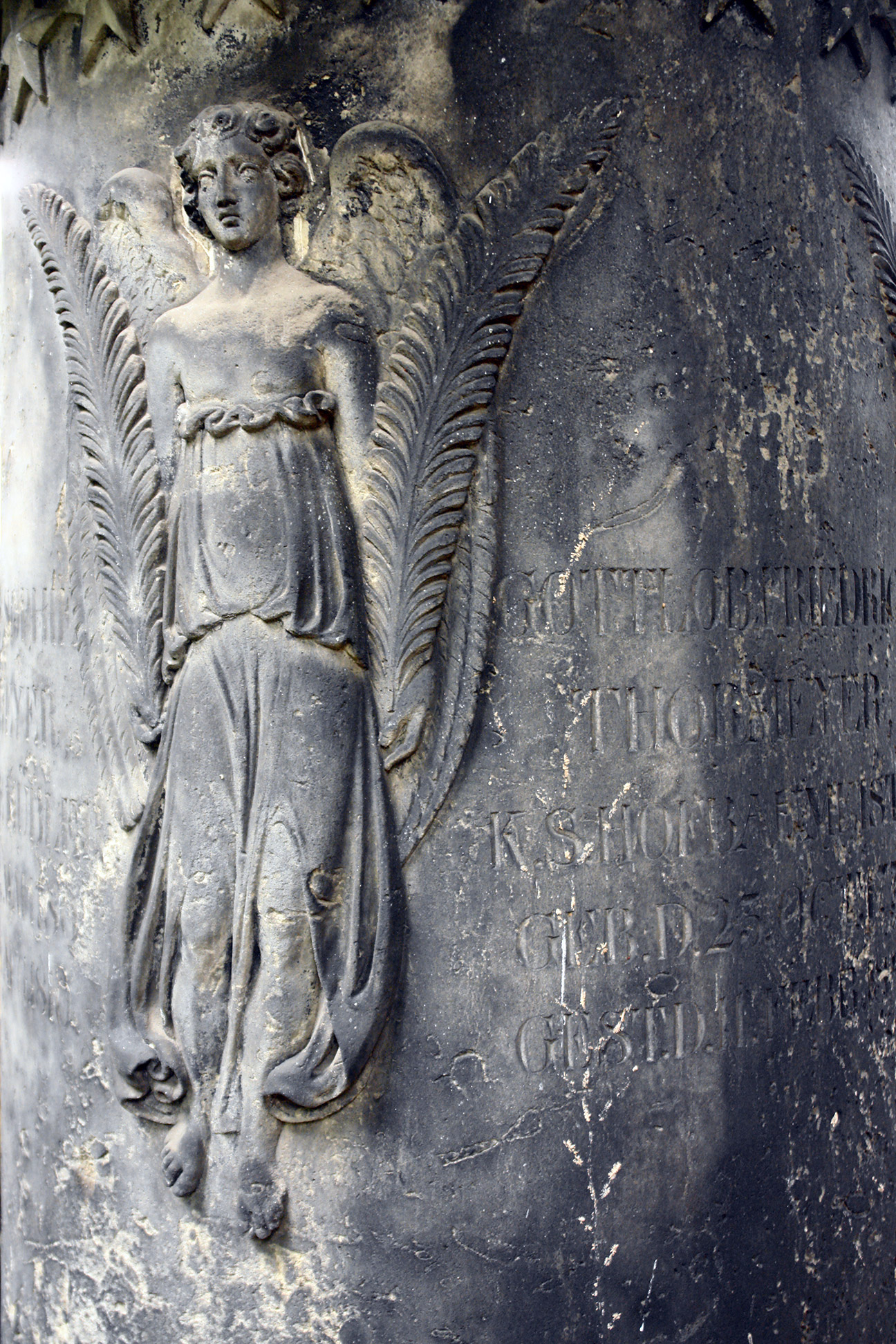
Engel mit Palmwedel auf einem Grab
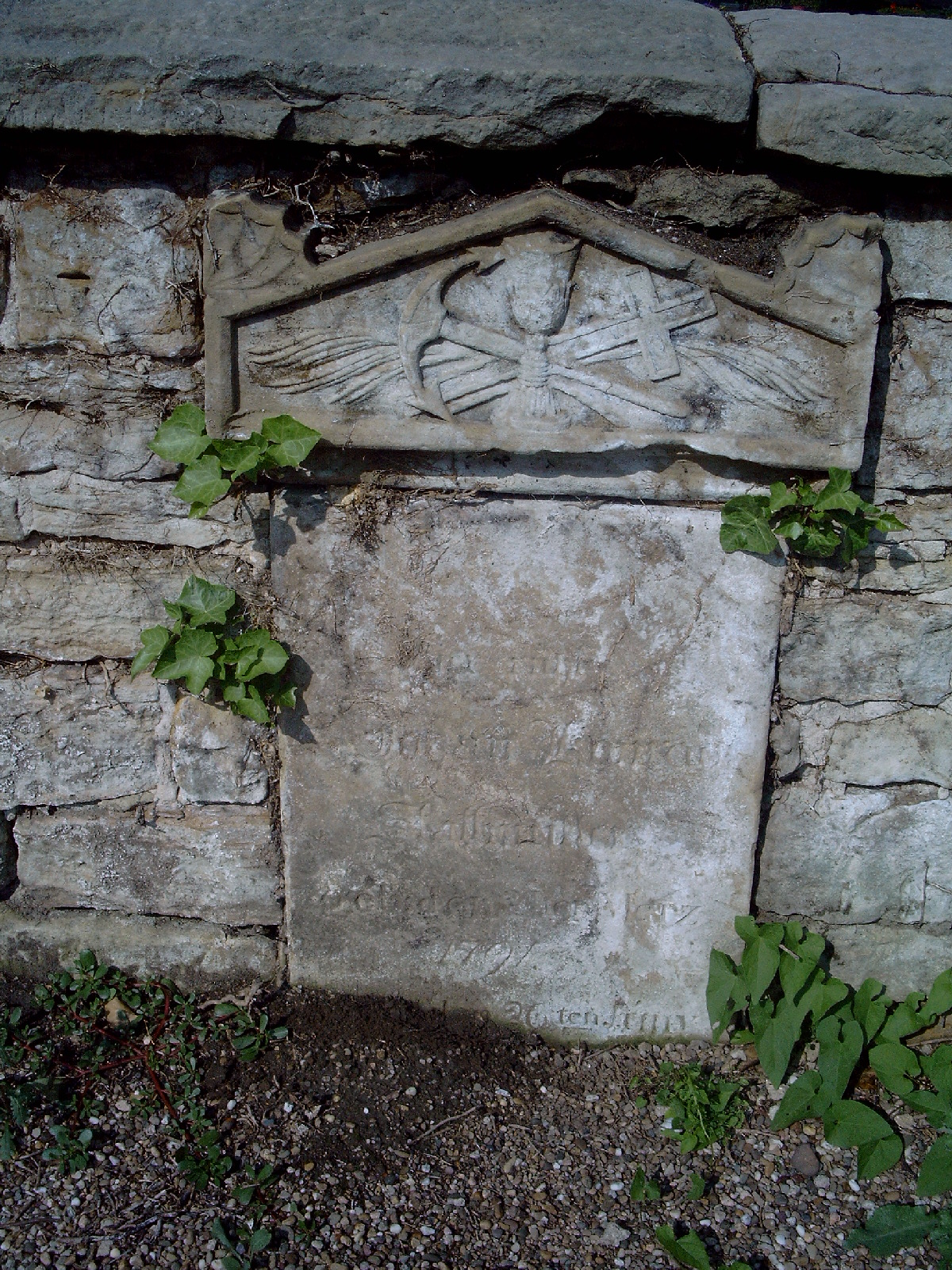
Kelch, Anker und Kreuz